# Лудвиг Алойс (Хоенлое-Валденбург-Бартенщайн)
Лудвиг Алойс Йоахим Франц фон Хоенлое-Валденбург-Бартенщайн (на немски: Ludwig Aloys Joachim Franz zu Hohenlohe-Bartenstein-Bartenstein; * 12 декември 1766 в Бартенщайн; † 31 май 1829 в Люневил или в Париж) е 3. княз на Хоенлое-Бартенщайн, австрийски генерал-лейтенант (1809 – 1814) през Наполеоновите войни, 1827 г. маршал на Франция. На 5 ноември 1827 г. той става пер на Франция.
Той е големият син на княз Лудвиг Карл Франц Леополд фон Хоенлое-Валденбург-Бартенщайн (1731 – 1799) и съпугата му графиня Фредерика Поликсена фон Лимбург-Щирум (1738 – 1798), дъщеря на граф Христиан Ото фон Лимбург-Щирум и третата му съпруга принцеса Каролина Юлиана София фон Хоенлое-Валденбург-Шилингсфюрст.
Баща му княз Лудвиг Леополд се отказва през 1798 г. от службата си като княз. След това следва подялба на наследството на Хоенлое-Бартенщайн и Хоенлое-Ягстберг. По-малкият му брат Карл Йозеф (1766 – 1838) е от 1803 г. 5. княз на Хоенлое-Бартенщайн-Ягстберг.

## Фамилия
Лудвиг Алойс фон Хоенлое-Валденбург-Бартенщайн се жени на 18 ноември 1786 г. за графиня Франциска Вилхелмина Августа фон Мандершайд-Бланкенхайм (* 13 март 1770; † 26 август 1789), дъщеря на граф Йохан Вилхелм фон Мандершайд-Бланкенхайм-Геролщайн (1708 – 1772) и Йохана Максимилиана Франциска Лудовика Отилия фон Лимбург-Щирум († 1772). Те имат един син:
- Карл Август Теодор (* 9 юни 1788: † 12 август 1844) ∞ 9 септември 1811 г. за ландграфиня Клотилда фон Хесен-Ротенбург (* 12 септември 1787; † 6 януари 1869)

Лудвиг Алойс се жени втори път на 19 януари 1790 г. в Бедбург за Мария Кресценция алтграфиня фон Залм-Райфершайт (* 29 август 1768; † 4 април 1826), дъщеря на алтграф Зигмунд фон Залм-Райфершайт-Бедбург (1735 – 1798) и Елеонора Мария Валбурга Салома фон Валдбург-Цайл (1735 – 1804). Те имат децата:
- Мария Беатрикс (* 1 декември 1791; † 4 април 1792)
- Августа Шарлота (* 16 ноември 1793)

Управлението на страната си той оставя през ноември 1806 г. на син си Карл Август Теодор.